# Taeyeon
Kim Tae-yeon (en hangul, 김태연; en hanja, 金泰耎;; romanización revisada, Gim Tae-yeon; McCune-Reischauer, Kim T'aeyŏn; Jeonju, Jeolla del Norte, 9 de marzo de 1989), más conocida como Taeyeon, es una cantante surcoreana. Debutó en agosto de 2007 como miembro del grupo femenino Girls' Generation, que posteriormente se convirtió en uno de los grupos de K-pop más populares del mundo. Desde entonces, Taeyeon ha participado en otros proyectos de SM Entertainment, incluidos Girls' Generation-TTS, SM the Ballad, Girls' Generation-Oh!GG y el supergrupo Got the Beat.
En 2015, Taeyeon lanzó su primer miniálbum, I, cuyo sencillo principal alcanzó el puesto número uno en Gaon Digital Chart. En 2016, lanzó el sencillo «Rain» como parte del proyecto SM Station, que también ocupó el primer lugar en las listas. Ese mismo año, su segundo miniálbum, Why, alcanzó la cima del Gaon Album Chart. Su álbum debut, My Voice (2017) y su sencillo principal «Fine» también lideraron las listas de álbumes y sencillos. Taeyeon hizo su debut en Japón en 2018 con el sencillo digital «Stay» y al año siguiente lanzó su primer miniálbum japonés, Voice. Sus segundo y tercer álbum de estudio, Purpose (2019) e INVU (2022), incluyeron los exitosos sencillos «Four Seasons» e «INVU», que alcanzaron el número uno en las listas.
Taeyeon ha aparecido en programas de telerrealidad como We Got Married (2009) y Begin Again (2019), y fue la presentadora del programa Queendom 2 (2022). Desde 2020, forma parte del elenco del programa de variedades Amazing Saturday. Además, ha grabado bandas sonoras para dramas y películas, como «If» para Hong Gil Dong (2008), «Can You Hear Me» para Beethoven Virus (2008) y «All About You» para Hotel del Luna (2019).
Taeyeon es una de las artistas solistas más vendidas de Corea del Sur. A septiembre de 2022, sus ventas de álbumes físicos superan los 1.3 millones de copias, y sus sencillos digitales han alcanzado más de 12 millones de copias. En 2015, 40 representantes anónimos de la industria musical la nombraron la mejor vocalista de K-pop, y en 2016, doce compañías musicales coreanas la reconocieron como la mejor vocalista de entre 20 y 29 años. Además, el instituto Gallup la colocó en el primer lugar de su lista de los ídolos más populares. Entre los numerosos premios que ha recibido, Taeyeon ha ganado dos veces el premio a «Mejor artista» en los MAMA Awards, así como los premios principales en los Seoul Music Awards y los Golden Disc Awards.

## Primeros años
Taeyeon nació el 9 de marzo de 1989 en Wansan-gu, Jeonju, Corea del Sur. Tiene un hermano mayor y una hermana menor, Kim Ha-yeon, quien debutó como solista en 2020. Su padre falleció por un ataque cardíaco el 9 de marzo de 2020. A los 13 años, Taeyeon se dio cuenta de que su verdadera pasión era cantar, lo que la motivó a soñar con convertirse en cantante. Para mejorar su habilidad vocal, se inscribió en la SM Academy, una escuela musical perteneciente a SM Entertainment. Aunque su padre no estaba inicialmente a favor de que se dedicara al mundo del entretenimiento, la directora de la escuela logró convencerlo tras escuchar la voz de Taeyeon.  Durante un año, ambos viajaron a Seúl todos los domingos para que Taeyeon tomara clases de canto con el cantante coreano The One. En sus primeros años como aspirante a cantante, se inspiró en artistas como BoA, Whitney Houston y Utada Hikaru.
Taeyeon entrenó con The One durante tres años. En una entrevista en 2011, el músico destacó que, a diferencia de otros aspirantes a celebridades, Taeyeon tenía un deseo claro de convertirse en cantante y alcanzar el éxito con su propio talento. En 2004, participó en la grabación de la canción «You Bring Me Joy» de The One y ese mismo año ganó el primer lugar en el concurso vocal SM Youth Best Competition, lo que le permitió firmar un contrato con SM Entertainment.

## Carrera

### 2007-15: Debut, TTS y SM the Ballad
El proceso de formación en la academia fue tan exigente que, en algunos momentos, Taeyeon estuvo a punto de abandonarlo. Sin embargo, en agosto de 2007, debutó como miembro de Girls' Generation, donde desempeñó los roles de líder y vocalista principal. Aunque inicialmente no quería ser líder, ya que creía que el grupo, formado principalmente por integrantes nacidas en el mismo año, no lo necesitaba. Más tarde, tanto la presidenta de SM Academy como The One la consideraron una de sus alumnas más destacadas.
En 2007, Taeyeon, junto con el rapero Kangta, participó en la grabación de la canción «7989», que se incluyó en el álbum debut de Girls' Generation y en el cuarto álbum de Kangta, Eternity. Posteriormente, comenzó a ganar popularidad gracias a canciones en solitario escritas específicamente para dramas coreanos: «If» para Hong Gil Dong (2008) y «Can You Hear Me» para Beethoven Virus (2008). La primera se volvió más popular que la serie para la que fue destinada, mientras que la segunda recibió un premio de popularidad en los Golden Disc Awards. Ambas composiciones siguen siendo algunos de los éxitos más famosos de Taeyeon hasta la fecha. Durante este período, también grabó la canción «It's Love» con su compañera de grupo Sunny para la serie Return to Earth (2009).

Durante un tiempo, Taeyeon trabajó como locutora de radio, y en 2010 decidió dedicarse a la actuación, interpretando el papel principal femenino en el musical The Midnight Sun. Su personaje es una adolescente llamada Amane Kaoru, que sufre de xeroderma; para este papel, Taeyeon aprendió a tocar la guitarra. A pesar de las críticas hacia el musical en sí, la actuación de la cantante fue recibida positivamente. 

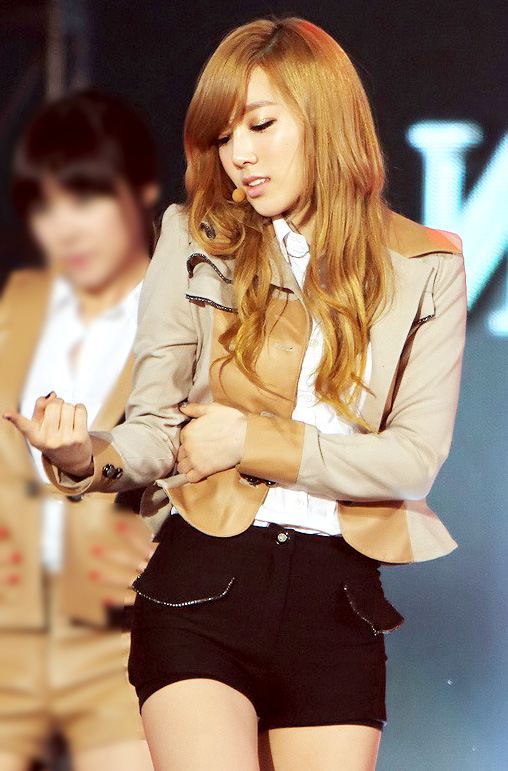
Taeyeon en Nongshim Love Sharing Concert en noviembre de 2011.

 Jang Kyung-jin de TenAsia elogió la «voz expresiva» de Taeyeon, añadiendo que su actuación se destacó entre los ídolos de K-pop que se atrevieron a actuar en el musical, y Kim Ji-yeon de The Dong-A Ilbo señaló que debido a su «imagen brillante», la cantante encajó perfectamente en el papel. A pesar de la buena reacción, Taeyeon más tarde describió su trabajo en el musical como difícil, añadiendo que le resultó complicado actuar y cantar al mismo tiempo. Ese mismo año, junto con The One, grabó la canción «Like a Star», que encabezó la lista Gaon Digital Chart. Su siguiente sencillo «I Love You», grabado para el drama Athena: Goddess of War, alcanzó el segundo lugar en la lista de éxitos. Ahn recordó su impresión de esta última composición: «Me sorprendió lo bien que cantó Taeyeon. Es una canción bastante madura, así que mentiría si dijera que no tenía dudas, pero su canto me conmovió hasta las lágrimas». En 2011, Taeyeon participó en la grabación del sencillo «Different» con Kim Bum-soo, que se incluyó en el séptimo álbum del cantante, Solista: Part 2, y alcanzó el segundo lugar en Gaon Digital Chart. Dos años después, Taeyeon y Bumsoo se reunieron nuevamente para interpretar una versión de la canción «Man and Woman» en su concierto.
Después de colaborar en el drama Beethoven Viru, el director musical Lee Pil-ho decidió trabajar nuevamente con Taeyeon en la banda sonora del melodrama The King 2 Hearts (2012), proponiéndole grabar el tema principal de la serie «Missing You Like Crazy». La canción fue lanzada en marzo de 2012 y ocupó el segundo lugar tanto en Gaon Digital Chart como en K-pop Hot 100. El compositor de la canción, Park Ha-eun, elogió la voz de Taeyeon: «Ella comprendió completamente la canción y expresó cada detalle con mucha precisión... aunque esta canción contiene las notas más altas y más bajas que una cantante puede pronunciar, Taeyeon la interpretó perfectamente». La composición ganó un premio como banda sonora del año en los Seoul International Drama Awards de 2012. Más tarde ese mismo año, Taeyeon grabó la canción «Closer» para el drama To the Beautiful You, que ocupó el séptimo lugar en las listas Gaon Digital Chart y K-pop Hot 100.
En abril de 2012, se creó una subunidad de Girls' Generation, llamada Girls' Generation-TTS, que incluía a Taeyeon, Tiffany y Seohyun. Su miniálbum debut, Twinkle, tuvo un gran éxito y se convirtió en el octavo álbum más vendido del año en Corea. Posteriormente, el grupo lanzó otros dos miniálbumes: Holler (2014) y Dear Santa (2015). En enero de 2013, Taeyeon y Tiffany cantaron a dúo la canción «Lost in Love», que se incluyó en el cuarto álbum coreano de Girls' Generation, I Got a Boy. Dos meses después, Taeyeon grabó la canción «And One», escrita y arreglada por Kangta para el drama That Winter, the Wind Blows. La canción ocupó el primer lugar en el K-pop Hot 100 y el segundo en el Gaon Digital Chart. En julio de 2013, Taeyeon fue invitada a grabar la canción «Bye» para la película Mr. Go; esto ocurrió después de que el director musical de la cantante quedara «profundamente impresionado» por su interpretación en vivo de otra banda sonora.
En febrero de 2014, Taeyeon se unió al grupo de baladas SM The Ballad, creado por SM Entertainment en 2010, y participó en la grabación de su segundo álbum, SM the Ballad Vol. 2 – Breath. El sencillo principal del álbum, en el que colaboró con Jonghyun de SHINee, alcanzó el tercer y sexto lugar en las listas Gaon y K-pop Hot 100, respectivamente. Además, Taeyeon grabó la canción en solitario «Set Me Free» para este proyecto. Entre otros lanzamientos destacados de la cantante en 2014, se incluyen «Colorful», para una campaña de JTBC, y «Love, That One Word», incluida en el drama You're All Surrounded. Esta última logró posicionarse entre los diez primeros puestos en las listas Gaon Digital Chart y K-pop Hot 100. En febrero de 2015, Taeyeon aceptó la invitación de Amber de f(x) para participar en la grabación del sencillo «Shake That Brass», incluido en el álbum debut de Amber, Beautiful.

### 2015-16: Debut y primer concierto como solista
Tiempo después, se dio a conocer que Taeyeon había comenzado a trabajar en su álbum debut en el otoño de 2014, convencida de que había llegado el «momento adecuado». Antes, temía no estar preparada para su debut, pero su carrera de ocho años le brindó una sólida base para dar ese paso. La cantante lanzó su miniálbum debut titulado I el 7 de octubre de 2015. Ocupó el segundo lugar en la lista de álbumes de Gaon en Corea y encabezó la lista de álbumes mundiales de Billboard en Estados Unidos. A partir de 2019, se vendieron 160 000 copias del álbum en Corea del Sur. Según la agencia de noticias Yonhap, el éxito comercial de I llevó a SM Entertainment a convertirse en el líder en ventas musicales en el cuarto trimestre de 2015. 

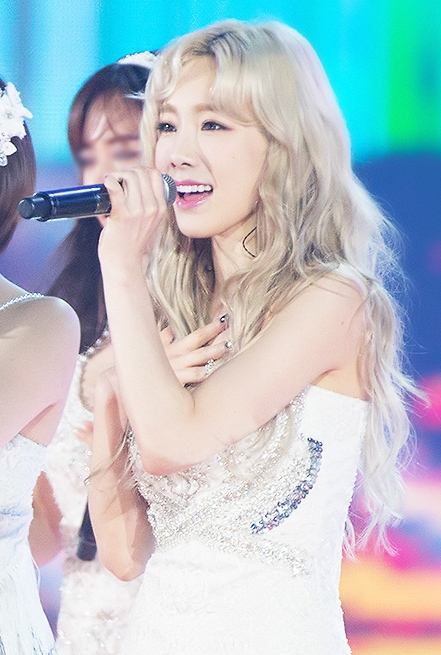
Taeyeon en KBS Gayo Daechukje en diciembre de 2015.

 En el sencillo principal del álbum, que contó con la participación del rapero Verbal Jint, Taeyeon se alejó de su característico sonido de balada, optando en su lugar por un sencillo que incorporó elementos de pop rock. La canción alcanzó el primer lugar en las listas de Corea del Sur y superó los 2.5 millones de copias digitales vendidas. Para apoyar su lanzamiento en solitario, Taeyeon realizó una serie de pequeños conciertos titulados «Taeyeon's Very Special Day» y protagonizó el programa de telerrealidad Daily Taeng9Cam. Además, ganó el premio a «Mejor artista femenina» en los Mnet Asian Music Awards de 2015 y recibió el «Daesang digital» en los Golden Disc Awards de 2016.
Taeyeon participó en las canciones «Scars Deeper than Love» (2015) de Im Jae-bom, «If The World Was a Perfect Place» (2015) de Verbal Jint y «Don't Forget» (2016) de Crush. Esta última vendió más de 2.5 millones de copias en Corea. En febrero de 2016, la cantante grabó el sencillo «Rain» como parte del proyecto musical digital de su sello SM Station. La canción alcanzó el primer lugar en las listas de Corea del Sur y superó los 2.5 millones de copias digitales vendidas. Taeyeon y Kyuhyun de Super Junior se convirtieron en embajadores de la marca de agua embotellada Jeju Samdasoo, para la cual realizaron una versión de la canción «The Blue Night of Jeju Island». Además, Taeyeon se convirtió en embajadora del juego Sword and Magic, en el marco de la cual grabó un cover de la canción «Atlantis Princess» (2003) de BoA.
El 8 de junio de 2016, Taeyeon lanzó su segundo miniálbum Why, que incorporaba elementos de géneros más optimistas como EDM y tropical house. El álbum alcanzó el primer lugar en Gaon Album Chart y el segundo en la lista World Albums.  Para 2019, se habían vendido 120 000 copias del disco. El miniálbum contenía dos sencillos: «Starlight» con la participación de Dean y el tema principal «Why», que ocuparon respectivamente el quinto y séptimo lugar en las listas de éxitos. Para promocionar Why, Taeyeon celebró el concierto Butterfly Kiss, convirtiéndose en la primera solista coreana en tener un concierto en solitario completo mientras aún formaba parte de un grupo activo. En septiembre de 2016, Taeyeon grabó la canción «All With You» para la serie de televisión Moon Lovers: Scarlet Heart Ryeo. Su siguiente sencillo, «11:11», lanzado el 1 de noviembre, alcanzó el segundo lugar en Gaon Digital Chart y vendió 1.4 millones de copias hasta 2017. Billboard lo posicionó en el séptimo lugar de su lista de las mejores canciones de K-pop de 2016. En diciembre, The Dong-A Ilbo nombró a Taeyeon «voz del año», «cantante del año» y «la más trabajadora».

### 2017-19: Primer álbum de estudio, ingreso al mercado japonés y Oh!GG
El primer álbum de estudio de Taeyeon, My Voice, que estuvo en desarrollo durante más de un año, fue lanzado el 28 de febrero de 2017 con el sencillo «Fine». Tanto el álbum como la canción recibieron una recepción positiva y encabezaron las listas de éxitos. El 5 de abril, se lanzó una edición especial del álbum que incluía el sencillo «Make Me Love You», el cual alcanzó el cuarto lugar en la Gaon Digital Chart.  Además, Taeyeon participó en la grabación del sencillo «Lonely» de su compañero de sello Jonghyun, y en mayo emprendió su primera gira asiática, Persona. En diciembre de 2017, Taeyeon lanzó un miniálbum especial titulado This Christmas: Winter is Coming. El álbum alcanzó el segundo lugar en Gaon Album Chart y el sexto en World Albums Chart. Hong Da-myeon de The Korea Herald destacó la «serena e indiscutible maestría vocal» de Taeyeon en el álbum y describió las canciones como «las melodías navideñas más sofisticadas del año». El sencillo principal, «This Christmas», debutó en el segundo lugar de la lista. Para promocionar el álbum, Taeyeon celebró un concierto navideño de dos días titulado The Magic of Christmas Time.

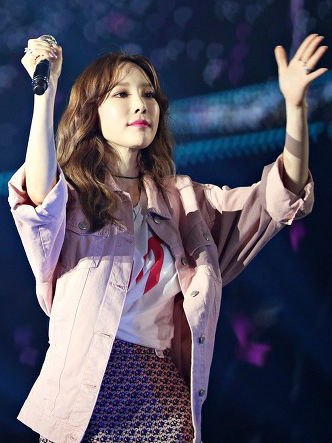
Taeyeon en un Best of Best Concert en abril de 2018.

En junio de 2018, Taeyeon lanzó su tercer miniálbum Something New. El álbum alcanzó el tercer lugar en Gaon Album Chart y el cuarto en World Albums Chart. Ese mismo mes, Taeyeon emprendió su gira japonesa, exclusiva para miembros del club de fanes oficial japonés de SM Entertainment. La gira se llevó a cabo en Fukuoka, Nagoya, Tokio y Osaka. Debido al gran éxito de la gira, cuyas entradas se agotaron para cada concierto, el 30 de junio de 2018, Taeyeon lanzó su sencillo debut japonés «Stay», acompañado del lado B «I'm the Greatest». El 10 de agosto, Taeyeon y el dúo musical MeloMance lanzaron su canción conjunta «Page 0» como parte de la tercera temporada de SM Station. Ese mismo mes, la cantante se unió a la segunda subunidad de Girls' Generation, Oh!GG, formada por cinco miembros que renovaron sus contratos con SM Entertainment. El 5 de septiembre, el grupo lanzó el sencillo «Lil' Touch».  De octubre de 2018 a enero de 2019, Taeyeon realizó su segunda gira asiática, que incluyó un concierto el 12 de octubre en el AsiaWorld Expo Arena de Hong Kong. Los conciertos adicionales fueron anunciados a principios de 2019 y se llevaron a cabo en el estadio de Chamshil en Seúl los días 23 y 24 de marzo.
El 2 de marzo de 2019, Taeyeon lanzó el sencillo digital «Four Seasons» y el lado B, «Blue». La canción alcanzó el sexto lugar en la lista World Digital Songs y lideró el Gaon Digital Chart durante dos semanas consecutivas. La Korea Music Copyright Association le otorgó el estatus de doble platino por superar los 200 millones de reproducciones. El 13 de abril, Taeyeon emprendió su primera gira de conciertos en Japón, Signal, que comenzó en Fukuoka. Posteriormente, el 13 de mayo, lanzó su primer miniálbum en japonés, Voice. En julio de 2019, protagonizó la tercera temporada del programa Begin Again, donde artistas coreanos realizan presentaciones callejeras en el extranjero. Además, la cantante grabó la canción «All About You» para la serie de televisión Hotel del Luna, la cual encabezó las listas digitales durante dos semanas consecutivas.
El 29 de octubre de 2019, Taeyeon lanzó su segundo álbum de estudio, Purpose. Tanto el álbum como su sencillo principal «Spark» alcanzaron el segundo lugar en las respectivas listas de éxitos coreanas. El 15 de enero de 2020, el álbum fue reeditado con tres canciones adicionales, incluida la pista principal «Dear Me». Para promocionar sus recientes lanzamientos, Taeyeon emprendió su tercera gira asiática el 17 de enero de 2020, que comenzó en Seúl. Sin embargo, todos los conciertos programados, excepto el primero, así como su segunda gira por Japón, que iba a realizarse en ocho ciudades, fueron cancelados debido a la pandemia de COVID-19.

### 2020-presente: Colaboraciones y nuevos éxitos
El 9 de marzo de 2020, Taeyeon tenía previsto lanzar su sencillo digital «Happy» en celebración de su cumpleaños. Sin embargo, tras el fallecimiento de su padre ese mismo día, el lanzamiento fue pospuesto hasta el 4 de mayo. La canción alcanzó el cuarto lugar en Gaon Digital Chart y el noveno en el World Digital Songs. El 18 de noviembre, Taeyeon lanzó su segundo miniálbum en japonés, #GirlsSpkOut, con el sencillo principal del mismo nombre, que contó con la participación de la rapera japonesa Chanmi. Durante este periodo, Taeyeon se convirtió en miembro permanente del programa de variedades musical Amazing Saturday – DoReMi Market. El 15 de diciembre, la cantante lanzó su cuarto miniálbum en coreano, What Do I Call You. El álbum alcanzó el cuarto lugar en las listas de Corea y vendió más de 120 000 copias, lo que la convirtió en la primera artista femenina en tener cinco álbumes que vendieron más de 100 mil copias cada uno en Gaon.
El 18 de mayo de 2021, Taeyeon participó en la canción de Taemin, «If I Could Tell You». El 6 de julio, lanzó su nuevo sencillo digital, «Weekend», que alcanzó el cuarto lugar en Gaon Digital Chart y en K-pop Hot 100. El mes siguiente, se unió al programa de turismo, Petkage. El 30 de agosto, participó en el sencillo de Key, «Hate That...». El 28 de noviembre, grabó la canción «Little Garden» para la serie de televisión Jirisan. El 27 de diciembre, se reveló que Taeyeon formaría parte del supergrupo Got the Beat, que debutó el 3 de enero de 2022.
El 17 de enero de 2022, Taeyeon lanzó otro sencillo digital titulado «Can't Control Myself». Este tema sirvió como preludio a su tercer álbum de estudio, INVU, que se publicó el 14 de febrero. El álbum alcanzó el segundo lugar en Gaon Album Chart. La canción principal, «INVU», logró la octava posición en el  World Digital Songs y lideró la lista de sencillos de Corea del Sur durante cuatro semanas consecutivas. A finales de año, la cantante fue galardonada como «Mejor solista» en los Genie Music Awards.
El 3 de junio de 2023, Taeyeon inició su quinta gira, The Odd of Love. El 27 de noviembre lanzó su quinto miniálbum, To. X, junto con el sencillo principal del mismo nombre. Ambos alcanzaron el segundo lugar en las listas de Circle Album Chart y Circle Digital Chart, respectivamente. Además, «To. X» ocupó la tercera posición en el South Korea Songs y se convirtió en el sencillo más popular de enero de 2024 según Circle Digital Chart. Posteriormente, Taeyeon grabó la canción «Dream» para la banda sonora del drama televisivo De vuelta en Samdal-ri. Este tema es un remake de la canción homónima de Cho Yong-pil lanzada en 1991. La nueva versión ganó popularidad en la plataforma Instagram Reels.

## Vida personal
En febrero de 2014, Taeyeon inició una relación con su compañero de agencia, Baekhyun (EXO). En septiembre de 2015, los medios de comunicación afirmaron que la pareja había terminado, pero la agencia de ambos SM Entertainment nunca lo confirmó oficialmente.

## Imagen pública e impacto
Taeyeon es reconocida por su talento vocal, destacándose por su voz suave y conmovedora. Su talento ha captado repetidamente la atención de los productores musicales en Corea del Sur. En 2009, J.Y. Park, fundador de JYP Entertainment, expresó su deseo de trabajar con Taeyeon debido a su habilidad para «contar una historia a través del canto». 

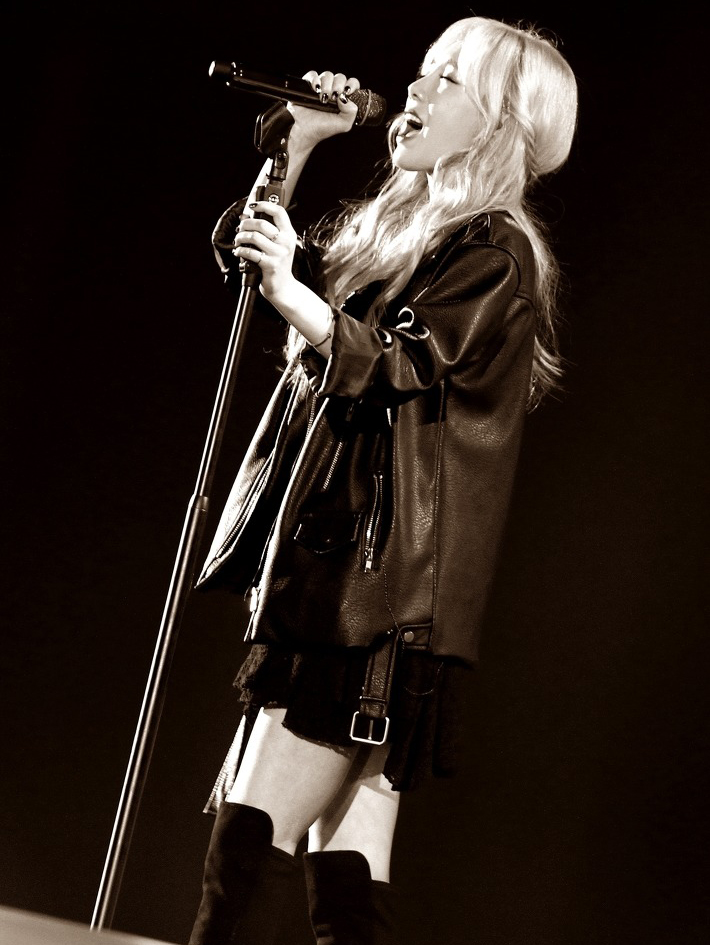
Taeyeon en KBS Gayo Daechukje en diciembre de 2015.

 El compositor coreano Yoo Young-seok destacó la capacidad de Taeyeon para cantar con una expresividad comparable a la de «una mujer que se ha divorciado siete veces». La productora musical Jo Young-soo, quien compuso la canción «Like a Star», expresó su admiración por la habilidad de Taeyeon para transmitir una amplia gama de emociones a través de su interpretación vocal. En octubre de 2015, Taeyeon fue elegida como la mejor vocalista de K-pop por 40 destacados profesionales anónimos de la industria musical. Asimismo, en abril de 2016, fue reconocida como la mejor vocalista femenina de veintitantos años por doce importantes compañías musicales de Corea del Sur.
Como líder de Girls' Generation, uno de los grupos femeninos más populares a nivel mundial, y exitosa solista, Taeyeon ha sido reconocida como una figura 
influyente y destacada en la cultura musical de Corea del Sur.  Janelle Okwodu, editora de la revista Vogue, describió a Taeyeon como la «Beyoncé de Girls' Generation», destacando que su estilo está «en constante evolución» y siempre en movimiento.
En 2016, la encuesta Gallup Korea la identificó como la idol más popular.  Taeyeon también figuró en las clasificaciones de años posteriores: en 2015 ocupó el tercer lugar, en 2017 el noveno, y en 2019 el séptimo. Además, fue destacada por Forbes como el undécimo artista más influyente de 2016 en su lista de «Las 40 celebridades más influyentes de Corea», y ascendió al octavo lugar en 2018.En 2017, hizo su debut en la lista Billboard Social 50, donde se mantuvo durante 11 semanas a lo largo del año, una clasificación que mide la popularidad global de los artistas en las principales plataformas sociales. Taeyeon también hizo historia al convertirse en la primera celebridad femenina coreana en alcanzar los siete millones de seguidores en Instagram, y en julio de 2018 seguía siendo la más seguida. Además, About Music la incluyó entre los idols y cantantes de K-pop más populares de todos los tiempos. 
Taeyeon ha inspirado a muchos idols y aprendices. Fue la principal influencia de artistas como: Jiae (Lovelyz), Chahee (Melodyday), Luda (Cosmic Girls), Elkie (CLC), High.D (Sonamoo), y Baek A-yeon. En particular, BTS la llamó como su inspiración principal para su sencillo «Boy in Luv» (2014).

## Controversias
En los Mnet Asian Music Awards de 2016, que se celebraron en Hong Kong, Taeyeon y el rapero estadounidense Wiz Khalifa iban a interpretar juntos la canción «See You Again», de la banda sonora de Furious 7. Sin embargo, la colaboración fue cancelada inesperadamente. La noticia causó gran decepción entre los fanáticos, quienes esperaban con entusiasmo la actuación. Wiz Khalifa, al enterarse de la cancelación, se expresó al respecto en su cuenta de Twitter, comentando: «El hecho de que Taeyeon se echara para atrás con nuestra actuación me tomó por sorpresa, pero nunca acepten el rechazo como fracaso». Sin embargo, Taeyeon aclaró la situación a través de su cuenta de Instagram, explicando las razones detrás de la cancelación de su presentación con el rapero.
El 28 de noviembre de 2017, alrededor de las 7:40 p. m. (KST), en Gangnam, Taeyeon, quien viajaba por motivos personales cerca de Nonhyun-dong, estuvo involucrada en un accidente de tráfico en el que se vio implicado un total de tres vehículos. La cantante, al volante de un Mercedes Benz, chocó por detrás a un taxi, lo que provocó que este último impactara con un Audi que se encontraba delante de él. Como resultado del accidente, tanto los pasajeros del Audi como el taxista y Taeyeon sufrieron lesiones. Tras el incidente, SM Entertainment emitió un comunicado en el que confirmaba que Taeyeon fue la responsable del accidente. La cantante expresó sus disculpas a las personas afectadas y se comprometió a asumir las consecuencias de su acción. Tras recibir atención médica en el hospital y ser investigada por la policía, Taeyeon no presentó complicaciones graves y, afortunadamente, el incidente no tuvo repercusiones mayores para su salud ni para su carrera.

## Discografía
Álbumes de estudio
- 2017: My Voice
- 2019: Purpose
- 2022: INVU

## Giras
- 2016: Butterfly Kiss
- 2017: Persona
- 2017: The Magic of Christmas Time
- 2018: 's ... Taeyeon Concert
- 2019: ~Signal~
- 2023: The Odd Love